# Aleta Wendo
Pour les articles homonymes, voir Wendo.
Aleta Wendo (également appelée Wendo ou Aleta Wondo) est une ville du sud de l'Éthiopie, située dans la région Sidama, précédemment zone Sidama de la région des nations, nationalités et peuples du Sud. Elle est le chef-lieu du woreda Aleta Wendo.
La ville se trouve vers 1 900 m d'altitude, une soixantaine de kilomètres au sud de la capitale régionale, Hawassa, et 25 km au sud d'Yirgalem sur la route en direction de Negele.
Elle compte 22 093 habitants au recensement national de 2007.